# Dinotrema orientale
Dinotrema orientale är en stekelart som beskrevs av Vladimir Ivanovich Tobias 2003. Dinotrema orientale ingår i släktet Dinotrema och familjen bracksteklar. Inga underarter finns listade i Catalogue of Life.